# Cratere Uksakka
Uksakka è un cratere sulla superficie di Callisto.